# Кшиштоф Лавринович
́
Кшиштоф Лавринович (лит. Kšyštof Lavrinovič; нар. 1 листопада 1979, Вільнюс, Литовська РСР, СРСР) — литовський баскетболіст, виступав на позиції центрового та важкого форварда за низку клубів, зокрема за італійську «Сієну» та литовський «Жальгіріс», а також національну збірну Литви.

## Ігрова кар'єра
Починав спортивну кар'єру 1996 року виступами за клуб «Алітус».
2002 року перейшов до складу пермського «Урал-Грейт», де виступав два роки. Разом з командою виграв кубок Росії.
2004 року підписав контракт з московським «Динамо».
2007 року переїхав до Італії, де приєднався до складу команди клубу «Сієна». За цей час став 5-разовим чемпіоном Італії та 5-разовим володарем кубка Італії. Двічі включався до другої символічної збірної Євроліги (2008, 2011). 2011 року ставав Найціннішим гравцем кубка і Суперкубка Італії.
2012 року повернувся на батьківщину, підписавши контракт з клубом «Жальгіріс».
Першу частину сезону 2014—2015 провів у складі команди іспанської «Валенсії». Допоміг їй виграти Єврокубок. Тоді ж перейшов до італійської «Реджани». Напередодні наступного сезону підписав контракт з «Лєтувос Ритас», де провів два роки.
2016 року перейшов до склади команди клубу «Літкабеліс».
Наступний сезон провів у складі команди «Пренай», а сезон 2019—2020 — у складі англійського клубу «Лондон-Сіті Роялз».
Останнім клубом гравця став литовський «Витіс», де він провів два роки, після чого завершив ігрову кар'єру.

## Виступи за збірну
Лавринович — гравець національної збірної Литви. У її складі брав участь в Євробаскеті 2003, 2005, 2007, 2009, 2011 та 2013, Чемпіонаті світу 2006 та 2014, Олімпійських іграх 2004 та 2008. Допоміг Литві виграти золоті медалі Євробаскету 2003, бронзоні 2007 та срібні 2013.

## Особисте життя
Лавринович є етнічним поляком. Має брата-близнюка Даріуша, з яким разом виступали у кількох клубах протягом спортивної кар'єри, зокрема в УНІКСі та литовських командах.
Одружений з Міс Краси Росії 2004 Тетяною Сидорчук.
18 жовтня 1999 року разом з братом Даріушем та їхнім двоюрідним братом згвалтували сімнадцятирічну дівчину. 1999 року суд засудив близнюків на 5 років, а кузена — на 6 років позбавлення волі.